# Serie A1 1996-1997 (hockey su pista)
La Serie A1 1996-1997 è stata la 74ª edizione (la 48ª a girone unico) del massimo campionato italiano di hockey su pista maschile. Lo scudetto fu conquistato per la 27ª volta dall'Hockey Novara.

## Formula
Per la stagione 1996/1997 il campionato si svolse tra 12 squadre che si affrontarono in un girone unico, con partite di andata e ritorno.Al termine della stagione si disputarono altre 10 giornate con partite di andata e ritorno tra le prime 6 classificate dove la prima classificata vi accede con 4 punti, la seconda con 3, la terza con 2 e le altre partecipanti con 1 punto in classifica; le squadre classificate dall'11º al 12º posto retrocedettero in serie A2.

## Squadre partecipanti
| - Amatori Vercelli - Sandrigo - Breganze - Seregno - CGC Viareggio - Bassano (Latus) | - Novara (Cristina) - Prato Primavera (Ecoambiente) - Roller Salerno - Scandianese - Follonica - Trissino (Rollmac) |

## Classifica finale
|  | Pos. | Squadra          | Pt | G | V | N | P | GF | GS | DR |
|  | ---- | ---------------- | -- | - | - | - | - | -- | -- | -- |
|  | 1.   | Novara           | 43 |   |   |   |   |    |    |    |
|  | 2.   | Amatori Vercelli | 40 |   |   |   |   |    |    |    |
|  | 3.   | Roller Salerno   | 29 |   |   |   |   |    |    |    |
|  | 4.   | Prato Primavera  | 27 |   |   |   |   |    |    |    |
|  | 5.   | Breganze         | 27 |   |   |   |   |    |    |    |
|  | 6.   | Bassano          | 24 |   |   |   |   |    |    |    |
|  | 7.   | Sandrigo         | 20 |   |   |   |   |    |    |    |
|  | 8.   | Seregno          | 19 |   |   |   |   |    |    |    |
|  | 9.   | Trissino         | 18 |   |   |   |   |    |    |    |
|  | 10.  | Scandianese      | 9  |   |   |   |   |    |    |    |
|  | 11.  | CGC Viareggio    | 5  |   |   |   |   |    |    |    |
|  | 12.  | Follonica        | 2  |   |   |   |   |    |    |    |

Legenda:

      Finaliste
      Retrocesse in Serie A2

## Squadre partecipanti
| - Amatori Vercelli - Breganze - Bassano (Latus) | - Novara (Cristina) - Prato Primavera (Ecoambiente) - Roller Salerno |

## Verdetti
- Novara (Cristina) - Campione d'Italia 1996-1997.
- Follonica e   CGC Viareggio - retrocesse in Serie A2.

### Libri
- Paolo Virdi, 50 minuti di gloria. Gli anni moderni dell'hockey pista. Volume 2, Lodi, Lodinotizie, 2013, ISBN 978-88-908803-1-5.